# لینوود (نیویورک)
لینوود (به انگلیسی: Linwood) یک منطقهٔ مسکونی در ایالات متحده آمریکا است که در نیویورک واقع شده‌است. لینوود ۷۴ نفر جمعیت دارد و ۲۸۵٫۹۱ متر بالاتر از سطح دریا واقع شده‌است.